# Федерика Могерини
Федерика Могерини (на италиански: Federica Mogherini) е италиански политик и дипломат. От октомври 2014 година е Върховен представител на Европейския съюз по въпросите на външните работи и политиката на сигурност.

## Биография
Федерика Могерини е родена на 16 юни 1973 г. в Рим, Италия.

### Образование
През 1994 г. завършва Политически науки в Римския университет „Ла Сапиенца“, специализирайки Политическа философия. По програмата за университетски обмен „Еразъм“ учи в Института по политически науки в Екс ан Прованс(Сианс По Екс) във Франция, където пише и дипломната си работа, посветена на връзката между исляма и политиката. Владее английски и френски, ползва испански.

### Политическа кариера
В началото на 21 век Могерини участва в национални и европейски кампании срещу расизма и ксенофобията. Става заместник-председател на Европейския младежки форум, обединяващ европейски младежки организации, както и за заместник-председател на Организацията на младите европейски социалисти от 1988 г.
През 2001 г. Могерини започва да се занимава с външна политика в партията Леви демократи, от която се ражда Демократическата партия, днес на власт в Италия. Отговаря за международните връзки на партията, а по-късно е секретар по международните връзки на националния секретар на партията Пиеро Фасино. Отговаряла е най-вече за инициативите на италианската левица в Ирак, Афганистан и мирния процес в Близкия изток. Тя участва в ръководството на Демократическата партия още от нейното основаване през 2007 г. и отговаря за връзките на партията с американските демократи и с Партията на европейските социалисти.
През 2007 г. става член на Германския фонд „Маршал“ на САЩ от 2008 г. е член на Италианския институт за външните работи (Istituto Affari Internazionali (IAI)). Тя участва и в Европейската мрежа на лидерите за многостранно ядрено разоръжаване и неразпространение и Организация на Договора за пълна забрана на ядрените опити.
През 2008 година е избрана за член на италианския парламент (Камара на депутатите). Влиза в състава на комисията за външна политика и комисията за отбрана.
През 2013-2014 г. е секретар по външните и европейски въпроси на Демократическата партия.
През 2014 г. оглавява италианската делегация в парламентарната асамблея на НАТО.
От февруари 2014 г. е министър на външните работи в Италия.

### Върховен представител на ЕС по въпросите на външните работи
През октомври 2014 г. е избрана за Върховен представител на Европейския съюз по въпросите на външните работи и политиката на сигурност като част от Комисията на Жан-Клод Юнкер.
През юли 2014 г., поради големия брой на италианските евродепутати, принадлежащи към групата Прогресивен алианс на социалистите и демократите на последните европейските избори, Европейският съвет я предлага за кандидат за поста на върховен представител на Съюза по въпросите на външните работи и политиката на сигурност в новата комисия Жан-Клод Юнкер. На 13 юли 2014 г. „Файненшъл таймс“ сред други европейски вестници съобщава, че това предложение не е прието добре в някои страни от Източна Европа, включително Латвия, Естония, Литва и Полша, където се смята, че позицията и спрямо Русия относно украинската криза не е достатъчно твърда.
Въпреки това на 2 август 2014 г. италианският премиер Матео Ренци я номинира като официален кандидат на Италия за комисар на ЕС.
На 30 август социалистическите премиери в Европа се срещат преди свикването на Европейския съвет, на която тя е получила одобрението на Партията на европейските социалисти. В същия ден Херман ван Ромпой обявява, че Европейският съвет е решил да назначи италианския министър за свой нов върховен представител, в сила от 1 ноември 2014 г.
Към нея са отправяни критики, че е проруски настроена. Нейната първа номинация за Върховен представител на Европейския съюз по въпросите на външните работи и политиката на сигурност беше блокирана от някои държави членки от източна Европа.
Тя изтъква важността на отношенията между Турция и ЕС и през декември 2014 г. посещава Анкара, за да обсъди възможността за членството и в Европейския съюз. 

### Личен живот
Федерика Могерини е съпруга на бившия директор на хуманитарната организация „Спаси децата“ Матео Рабезани. Има две дъщери.